# Carentan
Carentan é uma ex-comuna francesa na região administrativa da Normandia, no departamento Mancha. Estendeu-se por uma área de 15,67 km². Em 2010 a comuna tinha 10 266 habitantes (densidade: 655,1 hab./km²).
Durante a Segunda Guerra Mundial a cidade e seus arredores foram palco da Batalha de Carentan, entre tropas americanas e alemãs, ocorrida 6 dias após o desembarque das Forças Aliadas na Normandia em 6 de junho de 1944.
Em 1 de janeiro de 2016 foi fundida com as comunas de Angoville-au-Plain, Houesville e Saint-Côme-du-Mont para a criação da nova comuna de Carentan-les-Marais.